# Acraea cooksoni
Acraea cooksoni är en fjärilsart som beskrevs av Van Son 1963. Acraea cooksoni ingår i släktet Acraea och familjen praktfjärilar. Inga underarter finns listade i Catalogue of Life.